# Миссия иезуитов Ла-Сантисима-Тринидад-де-Парана

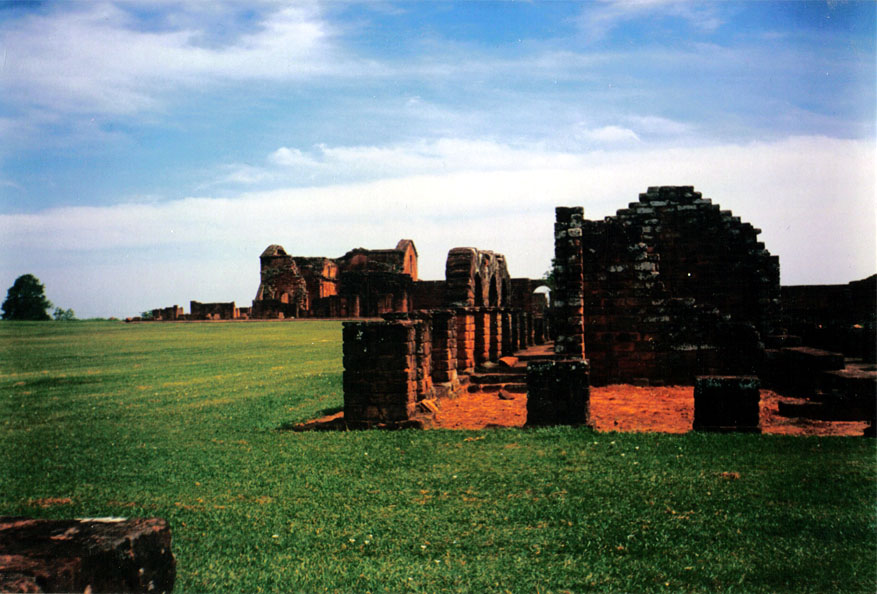
Руины миссии иезуитов Ла-Сантисима-Тринидад-де-Парана

 Миссия иезуитов Ла-Сантисима-Тринидад-де-Парана (исп. Misión Jesuítica de Santísima Trinidad del Paraná) — миссионерский центр монашеского ордена иезуитов в Парагвае, исторический памятник, включённый в 1993 году совместно с миссией иезуитов Хесус-де-Таварангуэ в список Всемирного наследия ЮНЕСКО. Эта миссия была одним из важнейших центров миссионерской деятельности иезуитов в Латинской Америке в течение XVII века. Миссии основывались как небольшие самостоятельные поселения для обращения южноамериканских индейцев в католицизм. Миссия Ла-Сантисима-Тринидад-де-Парана была основана в 1706 году и была одной из последних миссий, построенных в районе реки Парана в XVIII веке. После изгнания иезуитов из Латинской Америки в 1768 году, миссия пришла в упадок.